# Toney Douglas
Pour les articles homonymes, voir Douglas.
Toney Bernard Douglas (né le 16 mars 1986 à Jonesboro, Géorgie) est un joueur américain de basket-ball évoluant au poste de meneur.

## Biographie
Drafté le 25 juin 2009 par les Lakers de Los Angeles en 29e position, il est immédiatement échangé contre un second tour de draft en 2011 et envoyé aux Knicks de New York, il demeure dans l'effectif de l'équipe avec un temps de jeu conséquent pour un remplaçant preuve de confiance de la part de sa franchise.
En janvier 2014, il fait partie d'un échange entre 3 équipes et se retrouve au Heat de Miami.
Au début de la saison 2017-2018, Douglas ne trouve pas de contrat avec un club de la NBA et fin décembre, il signe un contrat, jusqu'à la fin de la saison, avec le club turc de l'Anadolu Efes Spor Kulübü.
Il commence la saison 2018-2019 au Sakarya Büyükşehir Belediyesi S.K., club turc de première division mais en décembre Douglas rejoint le Darüşşafaka qui participe à l'Euroligue. Son nouveau contrat court jusqu'à la fin de la saison 2018-2019.
En novembre 2019, Douglas rejoint l'Estudiantes Madrid avec un contrat courant jusqu'à la fin de la saison 2019-2020. Il quitte toutefois l'équipe en février 2020.

## Statistiques

### Universitaires
| Saison    | Équipe        | Matchs | Titul. | Min./m | % Tir | % 3pts | % LF | Rbds/m. | Pass/m. | Int/m. | Ctr/m. | Pts/m. |
| --------- | ------------- | ------ | ------ | ------ | ----- | ------ | ---- | ------- | ------- | ------ | ------ | ------ |
| 2004-2005 | Auburn        | 31     | 30     | 35,6   | 42,1  | 36,6   | 78,9 | 5,32    | 1,81    | 1,39   | 0,10   | 16,74  |
| 2006-2007 | Florida State | 30     | 28     | 28,8   | 47,5  | 39,7   | 78,7 | 2,73    | 2,90    | 1,17   | 0,27   | 12,67  |
| 2007-2008 | Florida State | 34     | 32     | 35,4   | 43,0  | 35,6   | 80,9 | 3,18    | 2,88    | 2,65   | 0,32   | 15,41  |
| 2008-2009 | Florida State | 35     | 35     | 36,5   | 44,6  | 38,5   | 81,0 | 3,91    | 2,91    | 1,80   | 0,43   | 21,46  |
| Carrière  |               | 130    | 125    | 34,2   | 44,1  | 37,4   | 80,2 | 3,78    | 2,64    | 1,78   | 0,28   | 16,72  |

### Professionnels

#### Saison régulière
| Saison    | Équipe              | Matchs | Titul. | Min./m | % Tir | % 3pts | % LF  | Rbds/m. | Pass/m. | Int/m. | Ctr/m. | Pts/m. |
| --------- | ------------------- | ------ | ------ | ------ | ----- | ------ | ----- | ------- | ------- | ------ | ------ | ------ |
| 2009–2010 | New York            | 56     | 12     | 19,4   | 45,8  | 38,9   | 80,9  | 1,93    | 2,00    | 0,75   | 0,05   | 8,59   |
| 2010–2011 | New York            | 81     | 9      | 24,3   | 41,6  | 37,3   | 79,4  | 3,01    | 3,01    | 1,10   | 0,05   | 10,57  |
| 2011-2012 | New York            | 38     | 9      | 17,3   | 32,4  | 23,1   | 84,6  | 1,89    | 2,03    | 0,76   | 0,03   | 6,24   |
| 2012–2013 | Houston             | 49     | 0      | 18,6   | 39,5  | 37,7   | 88,2  | 1,84    | 1,90    | 0,82   | 0,04   | 8,14   |
| 2012–2013 | Sacramento          | 22     | 0      | 17,1   | 43,0  | 38,9   | 100,0 | 2,18    | 2,64    | 1,41   | 0,05   | 6,14   |
| 2013-2014 | Golden State        | 24     | 0      | 11,0   | 37,2  | 32,2   | 62,5  | 1,08    | 0,79    | 0,25   | 0,08   | 3,67   |
| 2013-2014 | Miami               | 27     | 17     | 15,2   | 39,4  | 27,9   | 76,9  | 2,26    | 1,81    | 0,48   | 0,11   | 4,22   |
| 2014-2015 | La Nouvelle-Orléans | 12     | 0      | 14,7   | 27,3  | 27,8   | 61,5  | 1,83    | 2,00    | 0,92   | 0,33   | 4,25   |
| 2015-2016 | La Nouvelle-Orléans | 61     | 18     | 20,7   | 41,1  | 39,9   | 84,8  | 2,34    | 2,57    | 1,15   | 0,08   | 8,70   |
| 2016-2017 | Memphis             | 6      | 0      | 17,8   | 38,9  | 27,3   | 80,0  | 2,67    | 2,67    | 1,00   | 0,17   | 5,83   |
| Carrière  |                     | 376    | 65     | 19,2   | 40,5  | 35,9   | 82,3  | 2,21    | 2,26    | 0,90   | 0,07   | 7,78   |

Dernière mise à jour le 24 décembre 2016.

#### Playoffs
| Saison   | Équipe   | Matchs | Titul. | Min./m | % Tir | % 3pts | % LF  | Rbds/m. | Pass/m. | Int/m. | Ctr/m. | Pts/m. |
| -------- | -------- | ------ | ------ | ------ | ----- | ------ | ----- | ------- | ------- | ------ | ------ | ------ |
| 2011     | New York | 4      | 3      | 28,0   | 36,6  | 38,9   | 100,0 | 3,25    | 2,25    | 0,50   | 0,00   | 10,75  |
| 2012     | New York | 1      | 0      | 8,3    | 100,0 | 0,0    | 0,0   | 0,00    | 1,00    | 0,00   | 0,00   | 2,00   |
| 2014     | Miami    | 10     | 0      | 2,9    | 33,3  | 50,0   | 50,0  | 0,40    | 0,50    | 0,00   | 0,00   | 1,00   |
| Carrière |          | 15     | 3      | 10,0   | 37,3  | 41,7   | 87,5  | 1,13    | 1,00    | 0,13   | 0,00   | 3,67   |

Dernière mise à jour le 20 juin 2016.

## Records personnels et distinctions
Les records personnels de Toney Douglas, officiellement recensés par la NBA sont les suivants :
| Type de statistique        | Saison régulière | Saison régulière         | Saison régulière | Playoffs | Playoffs            | Playoffs      |
| Type de statistique        | Record           | Adversaire               | Date             | Record   | Adversaire          | Date          |
| -------------------------- | ---------------- | ------------------------ | ---------------- | -------- | ------------------- | ------------- |
| Points                     | 30               | @ Bulls de Chicago       | 4 novembre 2010  | 15       | Celtics de Boston   | 22 avril 2011 |
| Paniers marqués            | 10               | 6 fois                   |                  | 5        | @ Celtics de Boston | 19 avril 2011 |
| Paniers tentés             | 19               | 5 fois                   |                  | 16       | @ Celtics de Boston | 19 avril 2011 |
| Paniers à 3 points réussis | 9                | Grizzlies de Memphis     | 17 mars 2011     | 3        | Celtics de Boston   | 22 avril 2011 |
| Paniers à 3 points tentés  | 12               | Grizzlies de Memphis     | 17 mars 2011     | 6        | @ Celtics de Boston | 19 avril 2011 |
| Lancers francs réussis     | 8                | Bulls de Chicago         | 21 novembre 2012 | 4        | Celtics de Boston   | 22 avril 2011 |
| Lancers francs tentés      | 8                | Bulls de Chicago         | 21 novembre 2012 | 4        | Celtics de Boston   | 22 avril 2011 |
| Rebonds offensifs          | 6                | @ Cavaliers de Cleveland | 20 avril 2012    | 1        | 2 fois              |               |
| Rebonds défensifs          | 7                | 2 fois                   |                  | 6        | @ Celtics de Boston | 19 avril 2011 |
| Rebonds totaux             | 10               | Wizards de Washington    | 5 novembre 2010  | 7        | @ Celtics de Boston | 19 avril 2011 |
| Passes décisives           | 11               | @ Pistons de Détroit     | 18 mars 2011     | 3        | Celtics de Boston   | 22 avril 2011 |
| Interceptions              | 5                | 2 fois                   |                  | 2        | @ Celtics de Boston | 19 avril 2011 |
| Contres                    | 1                | 16 fois                  |                  |          |                     |               |
| Balles perdues             | 5                | Rockets de Houston       | 21 mars 2010     | 3        | Celtics de Boston   | 22 avril 2011 |
| Minutes jouées             | 41               | 2 fois                   |                  | 34       | @ Celtics de Boston | 19 avril 2011 |

- Double-double : 3 (au 18/05/2014)
- Triple-double : 0